# Lalia
Lalia es una película documental del año 1999.

## Sinopsis
Lalia nos cuenta como es su país, el Sahara. Su pequeña redacción nos va introduciendo en su mundo. Un mundo de sueños perdidos, de recuerdos no vividos para acabar despertando en su realidad. Una realidad terrible de la que quiere escapar: Su exilio en un campo de refugiados en Argelia.

## Premios
- Premio Goya al Mejor Documental
- Mejor Cortometraje "Preludi", Giffoni Film Festival, Italia 2001
- Premio del Público programa "Versión Española" TVE 2000
- Premio del Jurado Creteil Film Festival 2000
- Premio Mejor Directora Festival de Nanterre (Francia)
- Premio Festival de Locarno (Suiza)
- Premio del Público Festival de Montecatinni, Italia.